# Кипр на «Детском Евровидении — 2004»
Кипр участвовал в «Детском Евровидении — 2004», проходившем в Лиллехаммере, Норвегия, 20 ноября 2004 года. На конкурсе страну представил Мариос Тофи с песней «Oneira», выступивший девятым. Он занял восьмое место, набрав 61 балл.

## Национальный отбор
54 заявки были отправлены и из них были выбраны 10 для национального отбора, который прошёл 7 сентября 2004 года. Ведущим отбора был Никос Мпогиацис. Несмотря на то, что победитель был выбран комбинацией голосов от жюри (50%) и телезрителей (50%), были объявлены только результаты телеголосования.
| Национальный отбор — 7 сентября 2004 | Национальный отбор — 7 сентября 2004 | Национальный отбор — 7 сентября 2004 | Национальный отбор — 7 сентября 2004 | Национальный отбор — 7 сентября 2004 |
| №                                    | Артист                               | Песня                                | Место                                | Всего                                |
| ------------------------------------ | ------------------------------------ | ------------------------------------ | ------------------------------------ | ------------------------------------ |
| 01                                   | Стелла Мария Куккиди                 | «Afta pou hriazome»                  | 8                                    | 1056                                 |
| 02                                   | Никол Папаристодиму                  | «Ena latin se prokalei»              | 5                                    | 1994                                 |
| 03                                   | Луи Панайотис                        | «Gela tragouda»                      | 2                                    | 4544                                 |
| 04                                   | Андреас Христофору                   | «Tha se agapo»                       | 9                                    | 750                                  |
| 05                                   | Лорени Каллиопи Костантину           | «Kalimera sto mellon»                | 6                                    | 1742                                 |
| 06                                   | Мальвина Харалабиди                  | «Parti kalokairino»                  | 4                                    | 2547                                 |
| 07                                   | Мариос Тофи                          | «Oneira»                             | 1                                    | 5423                                 |
| 08                                   | Георгина Панаги                      | «Mpla, mpla, mpla»                   | 7                                    | 1193                                 |
| 09                                   | Рафаил Георгиу и Анна Лоизу          | «Doste ta heria»                     | 3                                    | 2639                                 |
| 10                                   | Христодулос Цагарис                  | «Diakopes»                           | 10                                   | 663                                  |

## На «Детском Евровидении»
Финал конкурса транслировал телеканал CyBC, а результаты голосования от Кипра объявляла Стелла Мария Куккиди. Мариос Тофи выступил под девятым номером после Польши и перед Белоруссией, и занял восьмое место, набрав 61 балл.

## Голосование[7]
| Баллы     | Страна                   |
| --------- | ------------------------ |
| 12 баллов | Греция                   |
| 10 баллов |                          |
| 8 баллов  | Великобритания Мальта    |
| 7 баллов  |                          |
| 6 баллов  | Северная Македония       |
| 5 баллов  | Испания Румыния Хорватия |
| 4 балла   | Белоруссия               |
| 3 балла   | Нидерланды               |
| 2 балла   | Латвия                   |
| 1 балл    | Бельгия Дания Швейцария  |

| Баллы     | Страна             |
| --------- | ------------------ |
| 12 баллов | Греция             |
| 10 баллов | Испания            |
| 8 баллов  | Румыния            |
| 7 баллов  | Дания              |
| 6 баллов  | Хорватия           |
| 5 баллов  | Великобритания     |
| 4 балла   | Франция            |
| 3 балла   | Северная Македония |
| 2 балла   | Бельгия            |
| 1 балл    | Швеция             |